# Франсіско Сеа Бермудес
Франсіско Сеа Бермудес (ісп. Francisco Cea Bermúdez; 28 жовтня 1779 — 6 липня 1850) — іспанський дипломат, державний і політичний діяч, двічі очолював іспанський уряд, став останнім державним секретарем (після нього посада мала назву голови Ради міністрів Іспанії).

## Кар'єра
У доволі ранньому віці виїхав до Санкт-Петербурга, де був секретарем генерального консула, а від 1812 року займав пост іспанського повіреного у справах. 1820 року отримав призначення на посаду посла в Константинополі, а 1823 — в Лондоні.
У липні 1824 року вперше очолив уряд Іспанії. На тому посту провадив політику поміркованого абсолютизму, втім мав був змушений долати серйозні перешкоди з боку клерикальної партії й карлістів. Результатом того протистояння стала відставка уряду після розстрілу провідника карлістів Хорже Бессієреса.
На початку 1826 року Сеа Бермудес був призначений послом у Дрездені, 1828 — знову в Лондоні. На батьківщину повернувся 1833 року. Там він знову очолив уряд, втім у січні 1834 року був змушений поступитись владою партії конституціоналістів. Після відставки, здебільшого, жив у Парижі, залишаючись довіреним радником екс-королеви Марії-Христини.